# Грюнендаль (порода собак)
Грюнендаль (нидерл. Groenendael) — одна из разновидностей бельгийских овчарок. Представляет собой крупную овчарку с густой чёрной шерстью.

## Темперамент
Собаки этой породы внимательны и бдительны. Хотя держат их обычно на улице, они хорошо приживаются и в доме, если только им регулярно давать разминаться.

### Экстерьер
- Рост:
  - Кобели: 61—66 см.
  - Суки: 56—61 см.
- Глаза: среднего размера, миндалевидные, предпочтительно тёмно-карие.
- Корпус: атлетически сложенный, мускулистый. Глубокая грудь, горизонтальная спина и широкий покатый круп.
- Хвост: очень пушистый, средней длины. В спокойном состоянии опущен, конец загнут кверху. В возбуждении хвост поднят на уровень спины или выше.
- Ноги: длинные, стройные и мускулистые.
- Шерсть: длинная и прямая, с густым подшёрстком. На голове и в нижней части ног шерсть более короткая.
- Окрас: чёрный. Возможны белые отметины.
- Голова: длинная и изящная, с плоскими щеками. Свод черепа и морда одинаковой длины.
- Уши: высоко посаженные, треугольные, стоячие.
- Лапы: передние лапы округлые, задние — овальные, пальцы сводистые, подушечки толстые, когти чёрные.